# Erik Axel Karlfeldt
Erik Axel Karlfeldt (født 20. juli 1864, død 8. april 1931) var en svensk digter og sangskriver, der især er kendt for sine smukke og stemningsfulde digte om hjemstavnen Dalarna.
Hans optagethed af bondebefolkningens tilværelse og traditioner afspejles i samlingerne Fridolins visor fra 1898 og Fridolins lustgård fra 1901, som beretter om en lærd mand af bondeslægt, der vender tilbage til sine forfædres hjemegn.
Karlfeldt fik posthumt i sit dødsår tildelt Nobelprisen i litteratur.

## Opvækst
Karlfeldt blev født på Tolvmansgården i Karlbo by i Folkärna sogn i det sydøstlige Dalarna. Hans far var bonden Erik Eriksson fra Jularbo, og hans mor var Anna Jansdotter fra Hyttbäcken nord for Karlbo; efternavnet Karlfeldt tog han senere. Sognepræst Åkerblom mente, at den bogligt begavede dreng skulle læse videre, og i 1878 begyndte Karlfeldt på Rudbeckianska gymnasiet. I skolen hørte han til de bedste af klassens 15 drenge, og han var medlem af skolens litterære forening. Han boede i byens udkant, Kyrkbacken. Ferierne tilbragte han hjemme i Karlbo. Sommeren 1882 vandrede han gennem hele Dalarna. I efteråret 1884 traf han en ung pige, Anna Bolling, datter af gymnastiklæreren, og forelskede sig i hende. Efter hans eksamen traf de ikke hinanden mere, men hun har tjent som inspiration til mange af hans romantiske digte.
Faderen havde sat sig i gæld for at drive gården. Han begyndte at forfalske slægtninges navnetræk på gældsbreve og veksler i håb om, at kunne indløse lånene inden det blev opdaget. Men i maj 1885 blev han fængslet og i juni dømt af rådhusretten i Sala til to års straffearbejde i lensfængslet for dokumentfalsk. Samtidig tog Erik Axel Karlfeldt eksamen med gode karakterer. Skammen over faderens forbrydelse og salget af hans barndomshjem på auktion påvirkede den unge Karlfeldt dybt.

## Debuten
I sommeren 1895 færdiggjorde Karlfeldt sin debutbog, Vildmarks- och kärleksvisor, som Seligmanns förlag udgav før jul samme år. I tidsskriftet Vårt Land mente litteraturkritikern Carl David af Wirsén, at debuten var lovende, men kritiserede det skrivetekniske håndværk. Salgsmæssigt blev bogen en fiasko med kun et par hundrede solgte eksemplarer.
I debutbogen anvender Karlfeldt ingen komplicerede versemål, men ofte omvendt ordstilling for at få rimene til at stemme, for exempel "om mig ska du drömma" i stedet for "drömma om mig". Den omvendte ordstilling undgik Karlfeldt senere. I stedet for traditionelle versemål som heksameter, aleksandriner eller tidens populære versemål som sonetter, canzoner eller terziner anvender Karlfeldt gennemgående folkevise- eller balladestrofer. Det indebar, at digtene indledes i strofer med samme antal rader og med samme versemål. Derimod kan strofernes længde, rytmens karakter og rimenes antal varieres.